# Wentworth (Dakota del Sud)
Wentworth és una població dels Estats Units a l'estat de Dakota del Sud. Segons el cens del 2000 tenia 188 habitants.

## Demografia
Segons el cens del 2000, Wentworth tenia 188 habitants, 83 habitatges, i 54 famílies. La densitat de població era de 290,3 habitants per km².
Dels 83 habitatges en un 26,5% hi vivien nens de menys de 18 anys, en un 50,6% hi vivien parelles casades, en un 9,6% dones solteres, i en un 34,9% no eren unitats familiars. En el 25,3% dels habitatges hi vivien persones soles el 8,4% de les quals corresponia a persones de 65 anys o més que vivien soles. El nombre mitjà de persones vivint en cada habitatge era de 2,27 i el nombre mitjà de persones que vivien en cada família era de 2,7.
Per edats la població es repartia de la següent manera: un 21,3% tenia menys de 18 anys, un 11,2% entre 18 i 24, un 21,8% entre 25 i 44, un 30,3% de 45 a 60 i un 15,4% 65 anys o més.
L'edat mediana era de 42 anys. Per cada 100 dones de 18 o més anys hi havia 108,5 homes.
La renda mediana per habitatge era de 33.438 $ i la renda mediana per família de 36.042 $. Els homes tenien una renda mediana de 31.000 $ mentre que les dones 22.500 $. La renda per capita de la població era de 18.097 $. Cap de les famílies i el 8,6% de la població estaven per davall del llindar de pobresa.

## Poblacions més properes
El següent diagrama mostra les poblacions més properes.